# Школа Перкинса для слепых
Школа Перкинса для слепых (англ. Perkins School for the Blind, также англ. Perkins Institution for the Blind) — старейшее в США учебное заведение, предназначенное для слепых детей. Школа была основана в 1829 году доктором Джоном Диксом Фишером.

## Основание

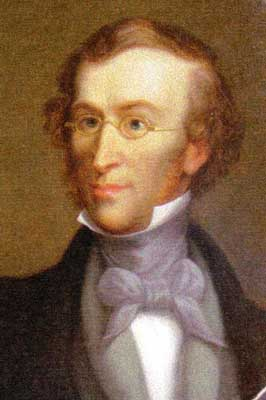
Джон Дикс Фишер, основатель школы

Джон Дикс Фишер, основатель Школы Перкинса для слепых, долгое время проработал доктором. В то время в США считалось, что люди, страдающие слепотой, не могут стать достойными членами общества. Идея попытаться обучать их пришла к Фишеру после того, как он посетил первую в мире школу для слепых, основанною благотворителем Валентином Гаюи в 1784 году.
На должность директора школы Фишер утвердил своего друга Самуэла Гридли Хауи. В начале занятия для первых шести учеников проводились в доме Хауи, но затем для этих целей стало использоваться специальное помещение, арендованное на деньги Томаса Гандасида Перкинса. В честь него впоследствии и была названа школа.
В течение шести лет число учеников возросло до шестидесяти. Школа переехала в город Уотертаун, где в её становлении существенно помогла Элайза Фарнем, которая ранее возглавляла женское отделение тюрьмы Синг-Синг.

## Активность
Школа Перкинса для слепых принимает активное участие в дебатах о расширении прав для лиц, страдающих слепотой. В октябре 2010 года директор школы Стивен М. Ротштейн присутствовал на подписании Бараком Обамой закона, гарантирующего людям с ограниченными возможностями полноправное участие в общественной жизни благодаря использованию ими новых цифровых коммуникационных технологий.
В июне 2012 года Школа Перкинса для слепых вместе с Национальным центром Хелен Келлер и Федеральным агентством по связи была выбрана для проведения пропаганды Национальной программы распространения оборудования для слепоглухих.

## Известные ученики
- Лора Бриджмен (1829—1889) — американская поэтесса, первый известный слепоглухой человек, сумевший научиться говорить и получить образование[8].
- Хелен Адамс Келлер (1880—1968) — слепоглухая американская писательница, преподаватель и общественный деятель[9].
- Энн Салливан (1866—1936) — американский педагог, известная как учительница Хелен Келлер[10].